# Schatten von gestern
Schatten von gestern ist der deutsche Titel des 1961 erschienenen Debütromans von John le Carré Call for the Dead, in dem der Abwehr-Agent des englischen Geheimdienstes George Smiley eingeführt wird, der spätere Meister-Spion aus le Carrés Karla-Trilogie. Die deutsche Übersetzung von Ortwin Munch erschien 1963.

## Die Anfänge George Smileys
In Schatten von gestern ist Smiley noch nicht der geniale Spion der anderen Romane, sondern ein rangniedriger Abwehr-Agent. Die Geschichte beginnt mit einem „Curriculum Vitae“, einem kurzen Lebenslauf von Smiley, aus dem wir erfahren, dass er „klein, dick, und von ruhiger Gemütsart“ ist, „eine Menge Geld für wirklich miserable Anzüge auszugeben“ scheint, „die auf seinem Gestell wie die Haut einer verschrumpelten Kröte wirkten.“ Er kann „weder Schule, Eltern, Regiment oder Beruf noch Reichtum oder Armut aufweisen;“ seine Frau Lady Ann Sercomb hat ihn nach zwei Jahren wegen eines kubanischen Autorennfahrers verlassen.
Smiley pflegt eine Vorliebe für Deutschland und die „weniger bekannten deutschen Poeten“, vor allem des 17. Jahrhunderts, aber auch ältere deutsche Literatur wie die Werke von Grimmelshausen. Die zeitgenössischen deutschen Schriftsteller und Philosophen sind ihm ebenfalls vertraut. Er zitiert in Englisch zum Beispiel aus Schillers Gedichten. Deutsch ist seine zweite Muttersprache. Er hat seine Kindheit in Hamburg verbracht und kennt den Schwarzwald gut (aus Smiley’s People). Er besuchte eine bescheidene Mittelschule, ein bescheidenes College in Oxford und wurde „an einem wunderschönen Morgen des Monats Juli im Jahre 1928 von der Prüfungskommission des Komitees für Akademische Forschung in Übersee“ vernommen – um ihm einen Posten beim Geheimdienst anzubieten.
Zuerst arbeitet er zwei Jahre als englischer Lektor an einer kleinen deutschen Universität und hält dabei Ausschau nach potentiellen Agenten. „In dieser Rolle war Smiley der internationale gekaufte Söldner seines Berufes, unmoralisch und ohne anderes Motiv als das seines persönlichen Vorteils.“ Als die Nazis in Deutschland die Macht übernehmen, beginnt er, „die großmäulige hinterhältige Invasion des neuen Deutschland zu hassen, das Stampfen und Gebrüll,“ dann muss er die Bücherverbrennungen des Jahres 1937 mitansehen, „und zugleich mit dem Hass überwältigte ihn der Triumph, dass er seinen Gegner kannte.“
1939 wird er nach Schweden versetzt, dann 1943 zurück nach England, wo er neue Leute schulen soll. Nach dem Ende des Krieges kommt die große Wende und eine schwierige Zeit. Seine Auslandseinsätze enden. Er wird ausbezahlt und heiratet die Sekretärin Ann Sercomb. Nach zwei Jahren trennt sie sich vorübergehend von ihm und er beginnt mit einer neuen Arbeit im Geheimdienst: „Die NATO und alle verzweifelten Maßnahmen, die von den Amerikanern ins Auge gefasst wurden, änderten gänzlich die Art von Smileys Dienst … die amateurmäßige Inspiration einer Handvoll hochqualifizierter, schlecht bezahlter Männer war der betriebsamen Leistungsfähigkeit, dem Bürokratismus und den Intrigen einer großen Ministerialsektion gewichen… Das war alles für Smiley eine ganz neue Welt. Die taghell beleuchteten Korridore, die smarten jungen Männer. Er kam sich hausbacken und altmodisch vor.“ Nach wenigen Seiten reicht er bereits sein Gesuch um Entlassung ein. Am Ende des Romans will sein Chef ihn weiter für den Geheimdienst verpflichten, er lehnt aber einen ihm angebotenen neuen Posten im Bereich Satellitenspionage ab. Zwei Jahre später wird man ihn wieder aktivieren, denn die Geschichte nimmt in le Carrés drittem Roman Der Spion, der aus der Kälte kam eine Fortsetzung.

## Inhalt: Der Fall Samuel Fennan
Die Handlung spielt in der Nachkriegszeit in London, wo Smiley in der Zentrale des britischen Geheimdienstes am Cambridge Circus arbeitet.
Smiley geht routinemäßig einem anonymen Hinweis nach, wonach Samuel Fennan, ein Beamter des Auswärtigen Amtes, der Kommunistischen Partei angehöre. Bei einem Verhör versichert Fennan Smiley, dass diese Mitgliedschaft nur in den 1930er Jahren bestanden habe, und Smiley sieht ihn als  entlastet. Doch Fennan bringt sich in der darauf folgenden Nacht um und hinterlässt einen Abschiedsbrief. Da er jedoch Zweifel an einem Selbstmord hat, spricht Smiley mit Fennans Frau Elsa. Deren Aussagen sind für ihn teilweise widersprüchlich und er bezieht den Polizeibeamten Mendel in seine Nachforschungen ein, wird allerdings von seinem Vorgesetzten Maston zurückgepfiffen, der diplomatische Verwicklungen befürchtet. Als Smiley nach Hause zurückkehrt, bemerkt er, dass sich jemand in seiner Wohnung aufhält. Er weicht der Gefahr aus und notiert sich die Nummern der vor seinem Haus geparkten Autos. Bei Recherchen nach den Haltern entdeckt er das Auto, einen Leihwagen des zwielichtigen Vermieters Scarr, er wird auf der Straße zusammengeschlagen und landet im Krankenhaus.
Während seiner Genesung überprüft Mendel Elsa Fennans Aussagen. Bei der Recherche über ihren Besuch des Repertoire-Theaters in Weybridge am Abend des Selbstmordes ihres Mannes stößt er auf regelmäßige Termine und auf einen mysteriösen blonden Fremden, mit dem sie dort jeweils an der Garderobe deponierte Notenmappen ausgetauscht hat. Die Termine stimmen mit der Ausleihe des Autos durch die, wie sich bald herausstellt, Ostdeutsche Stahl-Mission überein, deren Chef Dieter Frey heißt. Für Smiley deutet alles langsam auf Spionageaktivitäten Fennans für den DDR-Geheimdienst hin.
Dieter Frey ist ein alter Bekannter Smileys aus seiner Zeit in Deutschland. Während der Nazizeit hat er ihn in Dresden als Spion angeworben. Frey hatte sich damals als exzellenter Agent und Saboteur erwiesen, jetzt allerdings arbeitet er offensichtlich für den Geheimdienst der DDR. Frey „war noch immer der gleiche unwahrscheinliche Romantiker mit dem Zauber eines Scharlatans… unerbittlich am Ziel festhaltend, satanisch in den Mitteln, dunkel und schnell wie die Götter des Nordens … Seine Schlauheit, seine Ideen, seine Stärke und seine Träume - alles war größer als das Leben selbst und nicht durch den mäßigen Einfluss der Erfahrung gemildert. Er war ein Mann, der nur in absoluten Begriffen dachte und handelte, ein Mann ohne Geduld oder Kompromiss.“ Die weiteren Ermittlungen ergeben, dass Freys großer blonder Angestellter Mundt, von Fennan Freitag genannt, den Wagen von Scarr gemietet und sich mit Elsa im Theater getroffen hat. Dann wird Scarr an der Battersea-Bridge ermordet gefunden und Mundt verschwindet bald darauf aus England. Damit hat sich der für die Ermordungen Fennans und Scarrs und den Überfall auf Smiley verantwortliche Täter der Justiz entzogen und für eine Verhaftung des mutmaßlichen Auftraggebers Frey fehlen die Beweise. 
Smiley kennt jedoch die Kommunikationsstrategien seines ehemaligen Mitarbeiters und stellt ihm und Elsa eine Falle. Er schickt eine Postkarte, die ein gewünschtes Treffen symbolisiert, an Elsa, diese kauft im Sheridan-Theater in Hammersmith zwei Karten und schickt eine davon an Frey. Bei ihrer Zusammenkunft im Theater merkt Frey, dass er auf einen Trick hereingefallen ist, fürchtet eine Falle, tötet Elsa und flieht. Mendel und Smiley verfolgen ihn. An der Battersea-Bridge kommt es zum Kampf, Frey fällt dabei in die Themse und ertrinkt. 
Der Roman endet mit Smileys Bericht über den Fall Fennan, den er Maston vorlegt. Daraus geht hervor, dass nicht Samuel Fennan für die DDR tätig war, sondern seine Frau Elsa, und dass Fennan Smiley die Wahrheit mitteilen wollte, daran aber von Mundt durch den vorgetäuschten Selbstmord Fennans gehindert wurde. Elsa musste die Tat verschleiern, weil sie ihre Enttarnung befürchtete. Für den Protagonisten endet die Geschichte mit gebrochenen Fingern und einem quälenden Schuldgefühl wegen Dieter Freys Tod. Für den Geheimdienst legt er eine Pause ein und reist in die Schweiz. Lady Ann hat sich von ihrem Liebhaber, dem Rennfahrer Juan Alvida, getrennt, will zu Smiley zurückkehren und lädt ihn zur Versöhnung nach Zürich ein.

## Thema: Totalitarismus vs. Freiheit
Le Carré thematisiert in Schatten von gestern den zentralen politischen Gegensatz des 20. Jahrhunderts zwischen den totalitären Ideologien – Nationalsozialismus und Kommunismus – und den liberalen, demokratischen Gesellschaften des Westens. Smiley steht für die Idee der Freiheit und des Individualismus: Er „haßte diese Massenmedien, die ganzen rücksichtslosen Suggestionsmittel des zwanzigsten Jahrhunderts. Alles, was er liebte, war das Produkt eines ausgeprägten Individualismus. Deshalb haßte er jetzt Dieter und das, wofür er eintrat, stärker als jemals vorher. Es war die unerträgliche Anmaßung, die Masse vor das Individuum zu stellen. Wann hatten Massenphilosophien je Segen oder Erkenntnis gebracht?“
Frey ist ein geradezu prototypisches Opfer einer totalitären Ideologie, das vom Vorkämpfer zum Fanatiker wird. Smiley hat ihn noch als Kämpfer für die Freiheit gekannt, jetzt muss er mit ihm den Kampf der Gegensätze ausfechten. Frey und Smiley „waren aus verschiedenen Hemisphären der Nacht hereingekommen, aus verschiedenen Welten, in denen man verschieden dachte und handelte. Dieter, der schnell Urteilende, der Absolute, hatte gekämpft, um eine neue Welt zu bauen. Smiley, der gründlich Überlegende, der Bewahrer, hatte gekämpft, um ihn daran zu hindern.“ Und le Carré fügt mit dem Humor des Briten und der Ironie des Künstlers hinzu: „Welcher war nun der Gentleman?“

## Verfilmung
- 1966 The Deadly Affair, GB, Regie und Produktion: Sidney Lumet, Buch: Paul Dehn, mit James Mason, Simone Signoret, Maximilian Schell, Harriet Andersson. 115 Minuten, Farbe. Deutsche Erstaufführung unter dem Titel Anruf für einen Toten am 24. Februar 1967.

Die Rolle des George Smiley musste für diesen Film in Charles Dobbs umbenannt werden, da die Paramount, die im Jahr zuvor Der Spion, der aus der Kälte kam produziert hatte, die Namensrechte hielt.
Der Film wurde 1968 für fünf British Film Academy Awards nominiert (Bester Schauspieler, beste ausländische Schauspielerin, beste Kamera, bestes Drehbuch und bester britischer Film).

## Ausgaben
Die antiquierte deutsche Übersetzung aus dem Jahre 1963 weist einige Kuriositäten auf, so wird z. B. ein Puzzle noch mit „Zusammenlegspiel“ übersetzt oder das typische Weihnachtsspiel des britischen Theaters, die „pantomime“, mit einer Pantomime verwechselt.
- 1963 Deutsche Erstausgabe, gebunden, dt. von Ortwin Munch, Wien/Hamburg : Zsolnay
- 1965 Taschenbuch, Reinbek bei Hamburg : Rowohlt, rororo 798, ISBN 3-499-10789-9
- 1983 Taschenbuch, Bergisch Gladbach : Lübbe, Bastei-Lübbe 10332, ISBN 3-404-10332-7
- 1989 kartoniert, München : Heyne, Heyne-Bücher 7921, ISBN 3-453-03630-1
- 1995 Neuausgabe, gebunden, Wien/Hamburg : Zsolnay, ISBN 3-552-04710-7
- 1996 Taschenbuch, München : Dt. Taschenbuch-Verlag, ISBN 3-423-12164-5
- 2002 Taschenbuch, München : Ullstein-Taschenbuchverlag, List-Taschenbuch 60265, ISBN 3-548-60265-7
- 2007 gebunden, Berlin : List-Verlag (im Rahmen der le Carré-Gesamtausgabe), ISBN 3-471-79569-3
- 2019 Neuausgabe, Taschenbuch, Berlin, Ullstein Buchverlage, ISBN 978-3-548-06164-1

sowie Lizenzausgaben bei Bechtermünz-Verlag (2000) und Deutsche Buchgemeinschaft (1987)

## Verweise
1. ↑  alle Zitate aus: Schatten von gestern, dt. von Ortwin Much, Wien/Hamburg : Zsolnay, 1963, S. 9ff.
2. ↑  Auf der Spur von John Smiley. John le Carré-Karte von London: https://londonist.com/london/art-and-photography/john-le-carre-map-london-illustrated